# 1.ª etapa do Tour de France de 2019
A 1.ª etapa do Tour de France de 2019 teve lugar a 6 de julho de 2019 com início e final Bruxelas em Bélgica sobre um percurso de 194,5 km e foi vencida ao sprint pelo ciclista neerlandês Mike Teunissen da equipa Jumbo-Visma, quem converteu-se no primeiro portador do maillot jaune.

## Classificação da etapa
| \| Classificação por etapas \| Classificação por etapas \| Classificação por etapas \| Classificação por etapas \| Classificação por etapas \| \| Ciclista \| Ciclista \| Equipe \| Tempo \| \| \| ------------------------ \| ------------------------ \| ------------------------ \| ------------------------ \| ------------------------ \| \| 1. \| Mike Teunissen \| Team Jumbo-Visma \| 4h22m47s \| \| \| 2. \| Peter Sagan \| Bora-Hansgrohe \| + 0s \| \| \| 3. \| Caleb Ewan \| Lotto-Soudal \| + 0s \| \| \| 4. \| Giacomo Nizzolo \| Dimension Data \| + 0s \| \| \| 5. \| Sonny Colbrelli \| Bahrain-Merida \| + 0s \| \| \| 6. \| Michael Matthews \| Team Sunweb \| + 0s \| \| \| 7. \| Matteo Trentin \| Mitchelton-Scott \| + 0s \| \| \| 8. \| Oliver Naesen \| AG2R La Mondiale \| + 0s \| \| \| 9. \| Elia Viviani \| Deceuninck-Quick Step \| + 0s \| \| \| 10. \| Jasper Stuyven \| Trek-Segafredo \| + 0s \| \| |                  |                       |          |
| |                  |                       |          |
| Fonte: ProCyclingStats |                  |                       |          |
| Classificação por etapas |                  |                       |          |
| Ciclista | Ciclista         | Equipe                | Tempo    |
| 1. | Mike Teunissen   | Team Jumbo-Visma      | 4h22m47s |
| 2. | Peter Sagan      | Bora-Hansgrohe        | + 0s     |
| 3. | Caleb Ewan       | Lotto-Soudal          | + 0s     |
| 4. | Giacomo Nizzolo  | Dimension Data        | + 0s     |
| 5. | Sonny Colbrelli  | Bahrain-Merida        | + 0s     |
| 6. | Michael Matthews | Team Sunweb           | + 0s     |
| 7. | Matteo Trentin   | Mitchelton-Scott      | + 0s     |
| 8. | Oliver Naesen    | AG2R La Mondiale      | + 0s     |
| 9. | Elia Viviani     | Deceuninck-Quick Step | + 0s     |
| 10. | Jasper Stuyven   | Trek-Segafredo        | + 0s     |

## Classificações ao final da etapa

### Classificação geral(Maillot Jaune)
| \| Classificação geral \| Classificação geral \| Classificação geral \| Classificação geral \| Classificação geral \| \| Ciclista \| Ciclista \| Equipe \| Tempo \| \| \| ------------------- \| ------------------- \| --------------------- \| ------------------- \| ------------------- \| \| 1. \| Mike Teunissen \| Team Jumbo-Visma \| 4h22m37s \| \| \| 2. \| Peter Sagan \| Bora-Hansgrohe \| + 4s \| \| \| 3. \| Caleb Ewan \| Lotto-Soudal \| + 6s \| \| \| 4. \| Giacomo Nizzolo \| Dimension Data \| + 10s \| \| \| 5. \| Sonny Colbrelli \| Bahrain-Merida \| + 10s \| \| \| 6. \| Michael Matthews \| Team Sunweb \| + 10s \| \| \| 7. \| Matteo Trentin \| Mitchelton-Scott \| + 10s \| \| \| 8. \| Oliver Naesen \| AG2R La Mondiale \| + 10s \| \| \| 9. \| Elia Viviani \| Deceuninck-Quick Step \| + 10s \| \| \| 10. \| Jasper Stuyven \| Trek-Segafredo \| + 10s \| \| |                  |                       |          |
| |                  |                       |          |
| Fonte: ProCyclingStats |                  |                       |          |
| Classificação geral |                  |                       |          |
| Ciclista | Ciclista         | Equipe                | Tempo    |
| 1. | Mike Teunissen   | Team Jumbo-Visma      | 4h22m37s |
| 2. | Peter Sagan      | Bora-Hansgrohe        | + 4s     |
| 3. | Caleb Ewan       | Lotto-Soudal          | + 6s     |
| 4. | Giacomo Nizzolo  | Dimension Data        | + 10s    |
| 5. | Sonny Colbrelli  | Bahrain-Merida        | + 10s    |
| 6. | Michael Matthews | Team Sunweb           | + 10s    |
| 7. | Matteo Trentin   | Mitchelton-Scott      | + 10s    |
| 8. | Oliver Naesen    | AG2R La Mondiale      | + 10s    |
| 9. | Elia Viviani     | Deceuninck-Quick Step | + 10s    |
| 10. | Jasper Stuyven   | Trek-Segafredo        | + 10s    |

### Classificação por pontos(Maillot Vert)
| Classificação por pontos | Classificação por pontos | Classificação por pontos | Classificação por pontos | Classificação por pontos |
| Ciclista                 | Ciclista                 | Equipe                   | Pontos                   |                          |
| ------------------------ | ------------------------ | ------------------------ | ------------------------ | ------------------------ |
| 1.                       | Mike Teunissen           | Team Jumbo-Visma         | 50 pts                   |                          |
| 2.                       | Peter Sagan              | Bora-Hansgrohe           | 50 pts                   |                          |
| 3.                       | Sonny Colbrelli          | Bahrain-Merida           | 33 pts                   |                          |
| 4.                       | Michael Matthews         | Team Sunweb              | 27 pts                   |                          |
| 5.                       | Matteo Trentin           | Mitchelton-Scott         | 23 pts                   |                          |
| 6.                       | Greg Van Avermaet        | CCC Team                 | 21 pts                   |                          |
| 7.                       | Caleb Ewan               | Lotto-Soudal             | 20 pts                   |                          |
| 8.                       | Giacomo Nizzolo          | Dimension Data           | 18 pts                   |                          |
| 9.                       | Oliver Naesen            | AG2R La Mondiale         | 10 pts                   |                          |
| 10.                      | Lukas Pöstlberger        | Bora-Hansgrohe           | 10 pts                   |                          |

### Classificação da montanha(Maillot à Pois Rouges)
| Classificação da montanha | Classificação da montanha | Classificação da montanha | Classificação da montanha | Classificação da montanha |
| Ciclista                  | Ciclista                  | Equipe                    | Pontos                    |                           |
| ------------------------- | ------------------------- | ------------------------- | ------------------------- | ------------------------- |
| 1.                        | Greg Van Avermaet         | CCC Team                  | 2 pts                     |                           |
| 2.                        | Xandro Meurisse           | Wanty-Gobert              | 2 pts                     |                           |

### Classificação do melhor jovem(Maillot Blanc)
| Classificação dos jovens | Classificação dos jovens | Classificação dos jovens | Classificação dos jovens | Classificação dos jovens |
| Ciclista                 | Ciclista                 | Equipe                   | Tempo                    |                          |
| ------------------------ | ------------------------ | ------------------------ | ------------------------ | ------------------------ |
| 1.                       | Caleb Ewan               | Lotto-Soudal             | 4h22m43s                 |                          |
| 2.                       | Amund Grøndahl Jansen    | Team Jumbo-Visma         | + 4s                     |                          |
| 3.                       | Wout van Aert            | Team Jumbo-Visma         | + 4s                     |                          |
| 4.                       | Kasper Asgreen           | Deceuninck-Quick Step    | + 4s                     |                          |
| 5.                       | Cees Bol                 | Team Sunweb              | + 4s                     |                          |
| 6.                       | Iván García Cortina      | Bahrain-Merida           | + 4s                     |                          |
| 7.                       | Jasper Philipsen         | UAE Team Emirates        | + 4s                     |                          |
| 8.                       | Enric Mas                | Deceuninck-Quick Step    | + 4s                     |                          |
| 9.                       | Tiesj Benoot             | Lotto-Soudal             | + 4s                     |                          |
| 10.                      | Nils Politt              | Katusha-Alpecin          | + 4s                     |                          |

### Classificação por equipas(Classement par Équipe)
| Classificação por equipes | Classificação por equipes | Classificação por equipes | Classificação por equipes |
| Equipe                    | Equipe                    | Tempo                     |                           |
| ------------------------- | ------------------------- | ------------------------- | ------------------------- |
| 1.                        | Team Jumbo-Visma          | 13h08m21s                 |                           |
| 2.                        | Wanty-Groupe Gobert       | + 0s                      |                           |
| 3.                        | Deceuninck-Quick Step     | + 0s                      |                           |
| 4.                        | EF Education First        | + 0s                      |                           |
| 5.                        | Bahrain-Merida            | + 0s                      |                           |
| 6.                        | Mitchelton-Scott          | + 0s                      |                           |
| 7.                        | Lotto Soudal              | + 0s                      |                           |
| 8.                        | Bora-hansgrohe            | + 0s                      |                           |
| 9.                        | Team Sunweb               | + 0s                      |                           |
| 10.                       | Dimension Data            | + 0s                      |                           |

## Abandonos
Nenhum.